# Crap Sogn Gion
Crap Sogn Gion är ett berg i Schweiz.   Det ligger i regionen Surselva och kantonen Graubünden, i den östra delen av landet, 130 km öster om huvudstaden Bern. Toppen på Crap Sogn Gion är 2 228 meter över havet.
Terrängen runt Crap Sogn Gion är mycket bergig. Närmaste större samhälle är Domat, 17,9 km öster om Crap Sogn Gion. 
I omgivningarna runt Crap Sogn Gion växer i huvudsak blandskog. Runt Crap Sogn Gion är det mycket glesbefolkat, med 6 invånare per kvadratkilometer.